# Bornholms Museum
Bornholms Museum er et museum midt i Rønne på Bornholm. Museet skildrer Bornholms historie fra jægerstenalderen over Bornholm under svensk herredømme til russerne på Bornholm og Bornholms søfart. Der er specialudstillinger af guldgubber og bornholmerure.
Museets forening blev stiftet i 1893, og året efter åbnede museet sine døre i den gamle sygehusbygning i Sct. Mortensgade 29. 1921-23 blev bygningen udvidet. Bygningen huser også museets arkiv og administration. 
Oprindeligt fungerede de bygninger, der i dag huser museet, sygehuset i Rønne. 
Udover det oprindelige museum i Rønne driver museet fire andre afdelinger:
- I 1950 købte Bornholms Museum Erichsens Gård i Laksegade 7 i Rønne, et købstadshus fra 1806 som blev fredet i 1919. Huset er blandt andet kendt for mange minder om kunstnerne Henning Pedersen, Kristian Zahrtmann og Holger Drachmann. Sidstnævnte giftede sig med en af Erichsens døtre, Vilhelmine Erichsen.

- I 1984 åbnede Bornholms Museum Landbrugsmuseet Melstedgård lidt syd for Gudhjem. Det er et "levende museum", en fredet bornholmsk bondegård der drives på gammeldags vis.

- I 1995 overtog museet den fredede L. Hjorth's Terracottafabrik i Krystalgade 5 fra 1859. Det er den ældste fungererende keramikfabrik i Danmark.

- Det fredede forsvarsanlæg Kastellet på Arsenalvej 8 blev i 2003 overtaget af Bornholms Museum. Det er Foreningen ”Kastellets Venner”, der driver museum i tårnet med kampvogn og kanoner.